# الغواصة الألمانية يو-177
غواصة يو-177 غواصة يو بوت ألمانية من الفئة التاسعة دي2 بنيت ل سلاح بحرية ألمانيا النازية كريغسمارينه، في أحواض إيه جي فيزر في بريمن خلال الحرب العالمية الثانية. أبحرت يو-177 في 2 يناير 1944 وغرق من قبل USN PB4Y Liberator في جنوب المحيط الأطلسي في 6 فبراير 1944.